# Dionisije Ilijević
Dionisije Ilijević (Kopilovci, 1838. – Carigrad, 11. travnja 1894) bio je mitropolit zvornički i dabrobosanski.

## Životopis
Rođen je 1838. godine u selu Kopilovci kod Berkovice, od oca Ilije i majke Vasilike, »te da mu je djed Mihailo bio Srbin«. Dok protosinđel Dionisije, koji ga je poznavao, u kratkom članku o zvorničkim mitropolitima, nastalom na Halki 1892., navodi da mu je otac »Srbin iz Makedonije« (Makedonac), a majka Grkinja. Završio je patrijaršijsku Teološku školu na Halki kod Carigrada. U čin đakona rukopoložen je 1854., a u čin prezvitera 1855. godine. Već kao arhiđakon postao je arhijerejski namjesnik u Berkovici, svom rodnom kraju, a 1860. tajnik Carigradske patrijaršije.
Poslije smrti zvorničkog mitropolita Dionisija I., 5. siječnja 1866. godine, izabran je za njegovog nasljednika Dionisije Ilijević. Prema povjesničaru Nedeljku Radosavljeviću, njegovo prezime je Ilijev, da bi po dolasku u Zvorničku mitropoliju dodao nastavak -ić, potpisujući se kao Ilijević. Četiri godine prije njegovog dolaska na čelo mitropolije, siječnja 1862. godine, ona je svrstana u treću klasu, kao 67. u cjelokupnom crkvenom poretku. Mitropolija je obuhvaćala sjeveroistočni dio Bosanskog pašaluka. Od većih centara, u njoj se nalazio utvrđeni grad Zvornik na lijevoj obali rijeke Drine, na granici prema Kneževini Srbiji, i Tuzla, sve važniji privredni centar, u koji je iz Zvornika premještena mitropolitska rezidencija. Po dolasku u Zvorničku mitropoliju, u kojoj je vladao dobar crkveni poredak, Ilijević je uspostavio dobre odnose sa svećenicima i vjernicima. O povjerenju koje je u njega imala i malobrojna srpska inteligencija u Bosni, govori činjenica da ga je, ubrzo po dolasku, banjalučki svećenik Vasilije Pelagić obavijestio o želji da se u mjestu Obudovac u Posavini otvori Bogoslovija, koja bi služila za stvaranje obrazovanog svećeničkog kadra.

### Mitropolija dabrobosanska (sarajevska)
Nakon smrti sarajevskog mitropolita Ignjatija II., na njeno čelo stupa Dionisije Ilijević. Odmah po stupanju, uputio je 6. lipnja 1868. godine dvije Poslanice u obliku cirkulara. Prva je bila namijenjena cjelokupnom svećenstvu mitropolije, a druga, učiteljima koji su djelovali u školama pri crkvenim općinama mitropolije. To su bile prve arhijerejske poslanice koje su jednoobrazno štampane, a ne pisane od pisara, i bile su pisane na reformiranom srpskom standardnom jeziku i pravopisu koji je standardizirao Vuk Karadžić. U poslanici svećenicima, Ilijević ističe da je do tada imao eparhiju, kojom je bio sasvim zadovoljan, i u kojoj je s kršćanima u uzajamnoj slozi i ljubavi mirno živio. Tvrdi da nikada nije imao pojma o višem stupnju i višoj eparhiji, ali da se odmah podčinio naredbi Carigradske patrijaršije da stupi na čelo Sarajevske mitropolije. Od svećenstva traži da odgovorno vrši svoju misiju i da daju primjer vjernicima pomažući siromašne i gladne, tješeći bolesne i one koji su duhom slabi. Također, traži da svećenici uvijek trebaju imati knjigu u rukama, da budu trezveni, pametni, vrijedni, dobronamjerni, da redovno služe Službu Božju u crkvama, da ne lutaju pod izgovorom sakupljanja milostinje, da se ne zadržavaju po trgovinama i kavanama, ne puše duhan na javnom mjestu, ne psuju i da izbjegavaju svaku svađu i prepirku, osim ako ne djeluju da zavađene strane izmire. Na kraju, blagoslivljajući ih, ističe da će svi koji se ne budu pridržavali njegovih naredbi i savjeta biti strogo kažnjeni, i ostati bez parohije i svećeničkog čina. U poslanici učiteljima, on ukazuje da moraju odgovorno vršiti svoju dužnost, da nastava mora biti redovna, da u svemu budu primjer djeci, ali i njihovim roditeljima, da se prema djeci ophode tiho, blago i očinski, a da kazne budu određene s umjerenom očinskom ljubavi.
Za vrijeme svoje uprave mitropolit se ponašao u skladu kako s pravima koje je kao arhijerej dobio od Patrijaršije, tako i s pravima koje mu je beratom prilikom stupanja na dužnost potvrdio sultan. Međutim, zbog loših odnosa sa sarajevskom crkvenom općinom, on je povučen s čela mitropolije, i na zahtjeve vjernika Zvorničke mitropolije vraćen na njeno čelo.

### Povratak u Zvornički mitropoliju
O vremenu koje je Ilijević proveo na čelu Zvorničke mitropolije, od povratka na njeno čelo 1872. godine do austrougarskog zaposjedanja Bosne i Hercegovine, nema mnogo podataka. Nakon zaposjedanja, crkvena uprava se našla u svojevrsnoj privremenosti, jer su osmanski zakoni prestali važiti, a zakoni Austro-Ugarske za nove pokrajine još nisu donijeti. Nije se znalo što će u administrativnom pogledu biti s eparhijama u Bosni i Hercegovini. Vaseljenski patrijarh Joakim II. je u ime Patrijaršije zaključio ugovor s Austro-Ugarskom 28. ožujka 1880., po kome je država preuzela pravo imenovanja episkopa u eparhijama, dok je Patrijaršiji ostalo samo pravo prigovora ako nisu zadovoljni izborom episkopa. Vaseljenski patrijarh je izabrane episkope potvrđivao i slao iz Carigrada Sveto miro. Svi arhijereji u Bosni i Hercegovini su bili nezadovoljni, ali nisu mogli ništa da učine.
Mitropolit Dionisije Ilijević je u promijenjenim okolnostima nastavio vršiti svoju duhovnu misiju, okrenut prije svega vjernicima. Držao je govore  širom eparhije, koje su u određenom broju objavljene u »Bosanskohercegovačkom istočniku«, službenom glasilu pravoslavne crkve u Bosni i Hercegovini. U svojem govoru na Savindan 1890. godine, prilikom kanonske posjete Brčkom, on se prvo osvrnuo na značaj Svetog Save za srpsku povijest, prije svega na ulogu u stvaranju Srpske pravoslavne crkve i u prosvjetnoj djelatnosti. On ističe značaj opće srpske solidarnosti kako bi se opstalo u tom vremenu, i kako bi se sve nevolje lakše prevladale. Ovakvi govori, iako pažljivo odmjereni kako ne bi proizveli negativnu reakciju austrougarskih vlasti, izazivali su kod njih određene sumnje, jer je Ilijević već odavno bio zagovornik srpskog nacionalnog jedinstva i odanosti poretku Carigradske patrijaršije. On se protivio bilo kakvim tijesnim vezama koje je vlast pokušavala uspostaviti s pravoslavnom crkvom, poput štampanja bogoslužbenih knjiga. Ilijević je 24. svibnja 1891. uklonjen s čela Zvorničke mitropolije, a za privremenog administratora je određen protoprezviter Aleksandar Simić. Na njegovo mjesto je 14. svibnja 1892. postavljen Nikolaj Mandić, dotadašnji arhimandrit manastira Gomirje.
Mitropolit Dionisije Ilijević je, nakon odlaska s čela mitropolije, kraće vrijeme proveo u Kraljevini Srbiji, u Beogradu i u Nišu, da bi se potom stalno nastanio u Carigradu. Umro je u Carigradu 30. ožujka (11. travnja) 1894. godine.